# Фредеріка Мекленбург-Штреліцька
Фредеріка Мекленбург-Штреліцька (нім. Friederike zu Mecklenburg [-Strelitz]), повне ім'я Фредеріка Луїза Кароліна Софія Шарлотта Александріна Мекленбург-Штреліцька (нім. Friederike Luise Karoline Sophie Charlotte Alexandrine, 3 березня 1778 — 29 червня 1841) — принцеса Мекленбург-Штреліцька з дому Мекленбургів, донька герцога Мекленбург-Штреліца Карла II та принцеси Гессен-Дармштадтської Фредеріки Кароліни Луїзи, дружина прусського принца Людвіга, після його смерті — принца Сольмс-Браунфельського Фрідріха Вільгельма, згодом — короля Ганноверу Ернста Августа.

## Біографія
Народилась 3 березня 1778 року в Старому палаці Ганноверу сьомою дитиною та четвертою донькою в родині принца Карла Мекленбург-Штреліцького та його першої дружини Фредеріки Гессен-Дармштадтської. Мала старших сестер Шарлотту, Терезу та Луїзу. Інші діти померли в ранньому віці до її народження. Згодом у сім'ї народилося ще троє дітей, з яких вижив лише син Георг. Мешкало сімейство у Ганновері, де батько обіймав посаду генерал-губернатора та фактично мав повноваження суверенного правителя.
Матір померла молодою, коли Фредеріці було 4 роки. Батько одружився з її молодшою сестрою, Шарлоттою Гессен-Дармштадтською, яка народила сина Карла і також померла. Батько після цього пішов з ганноверської служби та кілька років подорожував перед тим, як оселитися у Дармштадті. Діти в цей час виховувалися у бабусі з материнського боку, Марії Луїзи Альбертіни Лейнінген-Дагсбург-Фалькенбурзької, яка була удовою та мешкала в Дармштадті. Їхньою гувернанткою була швейцарка Саломе де Жельє.
У 1792 році родина втекла від наступу французької армії до Гільдбурггаузена, де перебувало до березня 1793. На зворотньому шляху до Дармштадта вони завітали до Франкфурта, де відбулася перша зустріч Фредеріки з Людвігом Прусським. У театрі вони із сестрою Луїзою так сподобалися королю Пруссії Фрідріху Вільгельму, що той вирішив влаштувати їхні шлюби зі своїми синами. Наприкінці березня 1793 року на балу відбулася особиста зустріч молодих людей. Заручини обох пар, дещо затримані відсутністю обручок, відсвяткували у Дармштадті 24 квітня 1793 року.
21 грудня Людвіг із братом Фрідріхом Вільгельмом зустріли наречених у Потсдамі. 24 грудня у Королівському палаці Берліна пройшло вінчання Фрідріха Вільгельма та Луїзи. 26 грудня 1793 року відбулося весілля 20-річного Людвіга та 15-річної Фредеріки Мекленбург-Штреліцької. Молоді пари оселилися у сусідніх будинках на Унтер-ден-Лінден. Хоча, за свідченнями дружини, Людвіг нехтував нею, віддаючи перевагу коханкам, у шлюбі вона народила трьох дітей.
Наприкінці грудня 1796 року Людвіг помер від дифтерії. Король призначив Фредеріці певний дохід, і молода жінка оселилася з дітьми у палаці Шонхаузен під Берліном, де вела досить легковажне життя. Наступного року вона неофіційно заручилася зі своїм кузеном, герцогом Кембриджським Адольфом, однак батько нареченого просив його почекати з весіллям до закінчення війни із Францією.
У 1798 році Фредеріка завагітніла. 10 грудня у Берліні відбулося її весілля з ймовірним батьком дитини, принцом Фрідріхом Вільгельмом Сольмс-Браунфельським. Пара відразу відбула до Ансбаху. У шлюбі народила ще шестеро дітей.
Від 1805 року принцеса утримувала сім'ю за свої кошти, оскільки її чоловік відмовився від служби. Голова родини Сольмс-Браунфельсів радив їй розлучитися, але і Фредеріка, і її чоловік відкинули цю пропозицію.
У березні 1813 року в Нойштреліці Фредеріку побачив герцог Камберлендський, який був старшим братом герцога Кембриджського, та закохався у неї. Батько, який вже очолював Мекленбург-Штреліцького герцогства, дав доньці зрозуміти, що її розрив із Фрідріхом Вільгельмом цілком логічний та змалював гарні перспективи шлюбу з британським принцом. Кілька наступних місяців Фредеріка обмірковувала можливі наслідки цього союзу. Через певний час вона попросила прусського короля погодитися на її розлучення. Всі сторони, включаючи чоловіка, були згодними. Однак раптова смерть Фрідріха Вільгельма у квітні 1814 року відмінила необхідність розлучення.
У серпні 1814 року було оголошено про заручини Фредеріки та герцога Камберлендського Ернста Августа. Матір нареченого активно виступала проти шлюбу, відмовилась відвідати весілля та порадила синові жити за межами Англії.
29 травня 1815 року у церкві Нойштреліца відбулося вінчання 37-річної принцеси Фредеріки та 44-річного герцога Камберлендського. Певний час пара мандрувала Великою Британією. 29 серпня того ж року вони повінчалися вдруге у Карлтон-хаусі в Лондоні. У шлюбі Фредеріка народила ще троє дітей, з яких вижив лише син.
У 1837 році її чоловік став королем Ганноверу, а сама вона — королевою-консортом і знову оселилася в Старому палаці Ганновера.
Після нетривалої хвороби пішла з життя 29 червня 1841 року. Похована у мавзолеї в Ганновері.

## Родина
Перший чоловік — Людвіг Прусський
Діти:
- Фрідріх Людвіг (1794—1863) — генерал кінноти прусського війська, був одружений з Луїзою Ангальт-Бернбурзькою, мав двох синів, що не залишили нащадків;
- Карл Георг (1795—1798) — прожив 2 роки;
- Фредеріка Вільгельміна (1796—1850) — дружина герцога Ангальт-Дессау Леопольда IV, мала четверо дітей.

Другий чоловік — Фрідріх Вільгельм Сольмс-Браунфельський
Діти:
- Софія (27 лютого—20 жовтня 1799) — прожила 8 місяців;
- Фрідріх (11—14 вересня 1800) — прожив 3 дні;
- Вільгельм (1801—1868) — був одруженим із графинею Марією Кінські фон Вхініц унд Теттау, мав дев'ятеро дітей;
- Августа (1804—1865) — дружина принца Шварцбурга-Рудольштадта Альберта, мала четверо дітей;
- Александр (1807—1867) — був одруженим із баронесою Луїзою фон Ландсберг-Велен, мав сина;
- Карл (1812—1875) — був одруженим із принцесою Софією цу Льовенштайн-Вертхайм-Розенберг, мав п'ятеро дітей.

Третій чоловік — Ернст Август, король Ганноверу
Діти:
- Фредеріка (нар. та пом. 27 січня 1817) — прожила кілька годин;
- Георг (1819—1878) — король Ганноверу у 1851—1866 роках, був одруженим із принцесою Марією Саксен-Альтенбурзькою, мав сина та двох доньок.

## Кіновтілення
- У британському телесеріалі «Вікторія» 2016 року режисерки Дейзі Гудвін роль Фредеріки виконує Нікола Маколіфф.[4]